# Pas de printemps pour Marnie
« Marnie » redirige ici. Pour les autres significations, voir Marnie (homonymie).
Pour plus de détails, voir Fiche technique et Distribution.
Pas de printemps pour Marnie (Marnie) est un thriller américain réalisé par Alfred Hitchcock, sorti en 1964. Quarante-cinquième long métrage d'Hitchcock, il est inspiré d'un roman de Winston Graham, Marnie, adapté par la scénariste Jay Presson Allen.
Le roman est également à l'origine d'un opéra intitulé Marnie, composé par Nico Muhly, sur un livret de Nicholas Wright qui suit de près le texte de Winston Graham.
Le film retrace la trajectoire de Marnie, jeune femme victime d'un traumatisme dans son enfance et qui vole la caisse des magasins où elle est embauchée. Mark, un de ses employeurs, tombe amoureux d'elle et cherche à comprendre sa névrose. Cependant, il la contraint à l'épouser (sous peine de la dénoncer à la police) et la viole le soir de leur noces. Mark poursuit son enquête avec l'aide d'un détective privé et finit par rencontrer la mère de Marnie qui lui raconte le traumatisme qu’elle a vécu enfant.

## Genèse du roman
Winston Graham affirme que le scénario de Marnie aurait été tiré de trois faits divers réels :
- la jeune baby-sitter est, en réalité, une ravissante jeune fille dont le centre d’intérêt est de monter des chevaux et qui prend constamment des douches. Elle reçoit des lettres de sa mère qui la mettent en garde sur les risques d’entamer une relation avec des hommes ;
- un article paru dans un journal concernant une femme qui change son apparence physique chaque fois qu'elle change de travail et vole ses employeurs ;
- une mère de trois enfants dont le mari navigue au loin. Cette femme a des rapports avec quantité de marins, devient enceinte, tue son nouveau-né peu après avoir accouché, est arrêtée, jugée et acquittée pour accès de démence lors des faits. Peu après, son plus jeune fils devient voleur.

## Synopsis
Marnie Edgar utilise un faux nom comme employée de Sidney Strutt pour le voler avant de disparaître. Lorsqu'elle se fait ensuite embaucher par la société de Mark Rutland, celui-ci est intrigué par son comportement et attiré par sa beauté. Client de Strutt, il l'a déjà vue chez ce dernier et l'engage tout de même comme secrétaire-comptable dans sa maison d'édition, guettant un faux pas, tout en entreprenant de mieux la connaître et de la séduire.
Un jour, la jeune femme s'enfuit avec la caisse. Mark s'aperçoit du vol et retrouve Marnie. Amoureux, il lui laisse le choix : soit il la dénonce à la police, soit elle accepte de l'épouser. 
Le voyage de noces sur un navire désert est un cauchemar : ils font lit séparé dans la même chambre. Mais Marnie se refuse sexuellement à son mari. Peu après, ce dernier lui avoue avoir envie d'elle et déchire sa chemise de nuit, ce qui la tétanise. Il l'allonge dans son lit. La scène s’arrête sur ce plan. Le lendemain matin Marnie tente de se suicider dans la piscine du yacht mais Mark empêche son suicide. 
À leur retour à Philadelphie, Mark fait venir dans la propriété familiale le seul « amour » de Marnie, un splendide cheval nommé Forio. 
Mark cerne peu à peu les déclencheurs de la névrose de son épouse. Elle est terrifiée par les orages, les hommes et la couleur rouge. Mark se plonge dans la lecture de divers ouvrages de psychologie. Il est bien décidé à découvrir son passé avec l'aide d'un détective privé et de sa belle-sœur, Lil. 
Le détective découvre qu'à l'âge de 5 ans, à l'aide d'un tisonnier, Marnie a tué un matelot. 
Toutefois, Lil, secrètement amoureuse de Mark, fait tout pour déstabiliser Marnie, allant jusqu'à inviter Strutt à une réception. Marnie avoue sa délinquance à Mark, plus décidé que jamais à l'aider. 
Lors d'une chasse à courre, Marnie est prise d'une panique incontrôlée à la vue de la veste de chasse rouge du maître de meute, et lance son cheval au galop pour rentrer. Sentant sa panique, Forio prend le mors aux dents et fait une chute extrêmement grave. Marnie l'abat, ce qui réactive sa névrose.
Elle tente alors à nouveau de voler le contenu du coffre-fort de son mari. Mais quelque chose la retient. Mark la surprend et, décidé à comprendre l'origine de la névrose de la femme qu'il aime, l'emmène à Baltimore, rencontrer la mère de Marnie, sous un gros orage. La mère commence par nier tout traumatisme de sa fille, mais Mark insiste. Effectivement, Marnie retrouve le souvenir de ce qui la hante depuis son enfance : sa mère, enceinte à 15 ans, se prostituait. Un soir, un matelot avait tenté d'abuser de Marnie, sa mère l'avait défendue mais quand le marin l'avait brutalisée, l'enfant l'avait tué avec le tisonnier. 
Marnie est enfin délivrée de son traumatisme et veut rester auprès de Mark.

## Fiche technique du film
- Titre original : Marnie

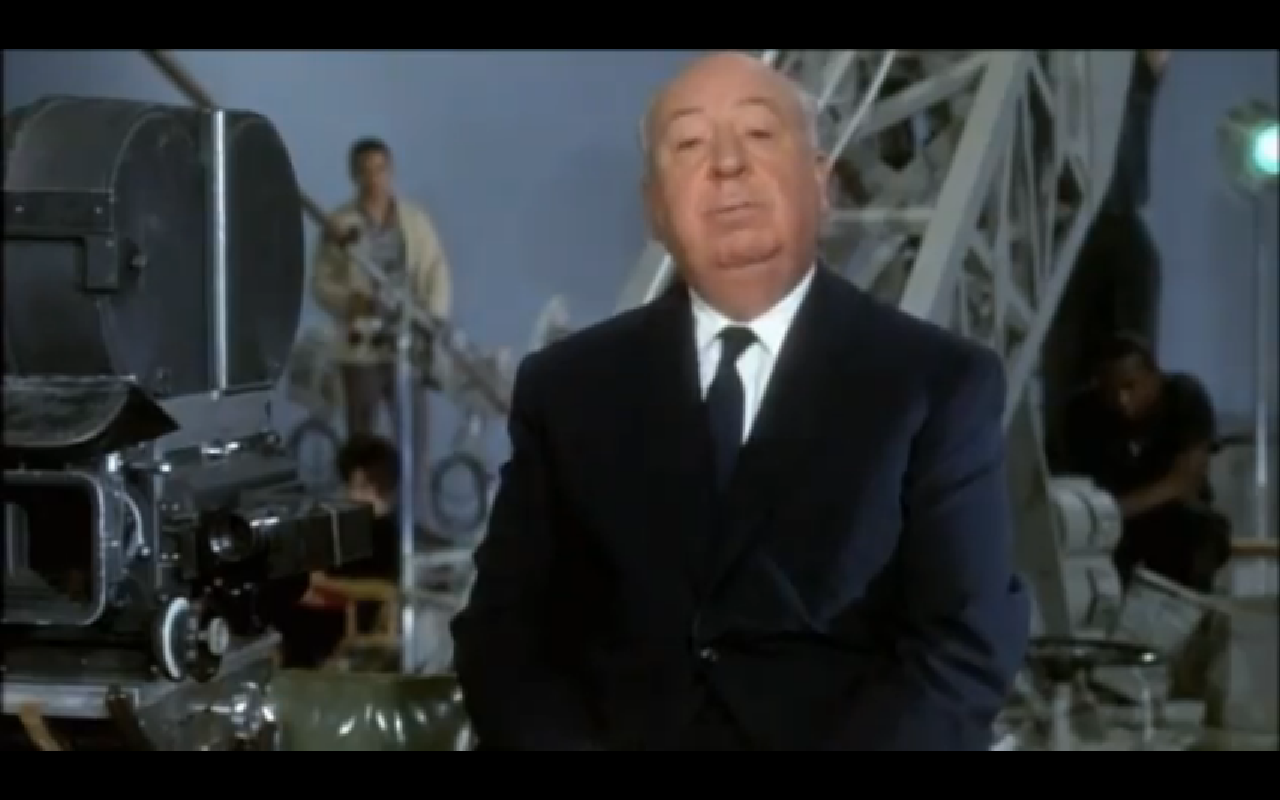
Alfred Hitchcock dans la bande annonce du film.

- Titre français : Pas de printemps pour Marnie
- Réalisation : Alfred Hitchcock assisté de James H. Brown, Patricia Casey, Hilton A. Green et William Witney (ces deux derniers non crédités)
- Scénario : Jay Presson Allen, d'après un roman de Winston Graham
- Décors : Robert Boyle, George Milo
- Costumes : Edith Head
- Photographie : Robert Burks
- Son: Waldon O. Watson, et William Green
- Montage : George Tomasini
- Musique : Bernard Herrmann
- Production : Alfred Hitchcock (non crédité)
- Société de production : Alfred J. Hitchcock Productions, Universal Pictures
- Société de distribution : Universal Pictures
- Budget : 3 000 000 dollars US[3]
- Pays d'origine :  États-Unis
- Langue originale : anglais
- Format : couleurs (Technicolor) - 35 mm (Panavision) - 1.37:1 - Son mono
- Genre : thriller psychologique, drame, romance
- Durée : 130 minutes
- Dates de tournage : de novembre 1963 à mars 1964
- Dates de sortie[4] :
  - Royaume-Uni : 9 juillet 1964
  - États-Unis : 22 juillet 1964
  - France : 6 novembre 1964
- Film interdit aux moins de 12 ans à sa sortie en salles
- Affiche : Jouineau Bourduge (France)

## Distribution

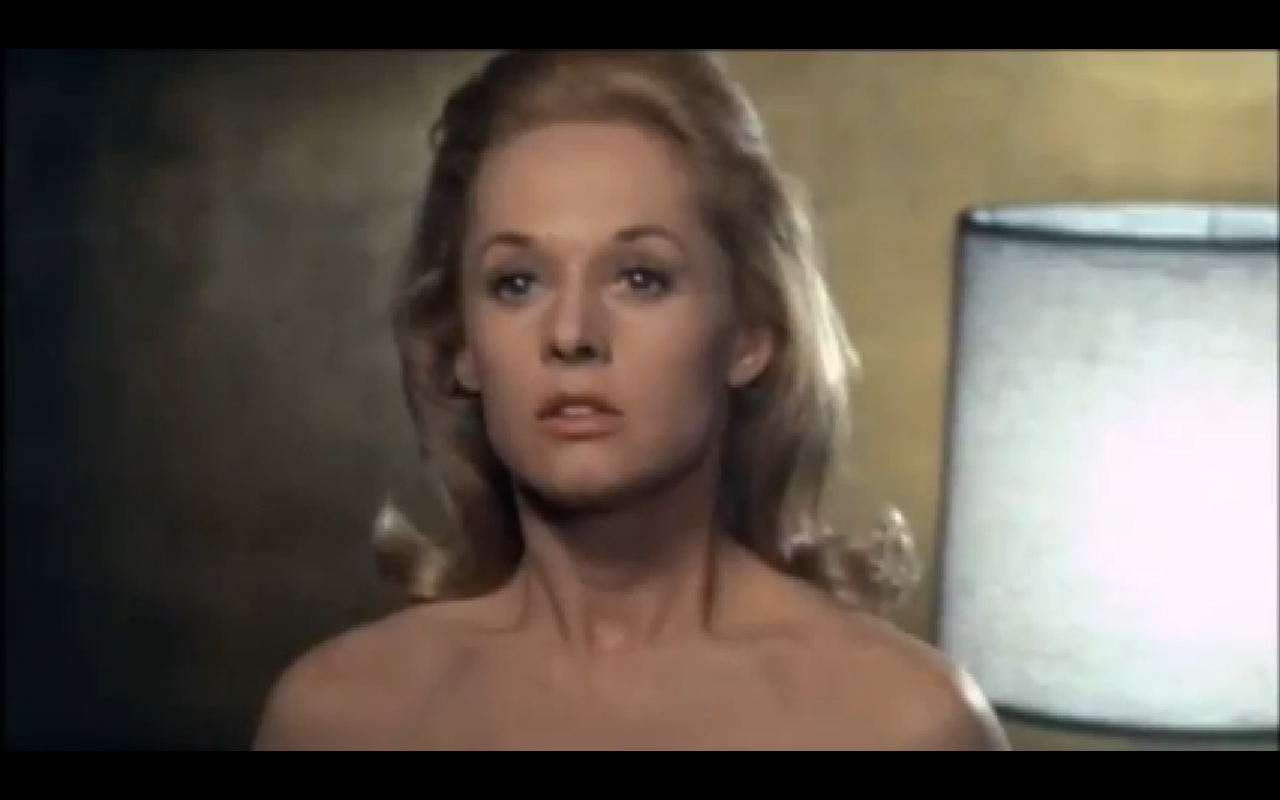
Tippi Hedren.

- Tippi Hedren (VF : Jacqueline Ferrière) : Marnie Edgar / Margaret Edgar / Peggy Nicholson / Mary Taylor / Marion Holland
- Sean Connery (VF : Jean-Claude Michel) : Mark Rutland
- Diane Baker  (VF : Nelly Benedetti) : Lil Mainwaring
- Mariette Hartley  (VF : Martine Sarcey) : Susan Clabon
- Martin Gabel  (VF : Lucien Bryonne) : Sidney Strutt
- Alan Napier  (VF : Roger Tréville) : M. Rutland
- Louise Latham  (VF : Hélène Tossy) : Bernice Edgar
- Bruce Dern (VF : Hubert Noël) : le marin
- Bob Sweeney  (VF : Michel Gudin) : le cousin Bob
- Milton Selzer  (VF : Roger Rudel) : l'homme de l'hippodrome qui reconnaît Marnie
- S.John Launer  (VF : Jacques Berthier) : Sam Ward
- Meg Wyllie : Mme Turpin

Acteurs non crédités :
- John Alvin : un chauffeur de l'hôtel
- Linden Chiles : un employé de bureau
- Louise Lorimer : Mme Strutt
- Alfred Hitchcock : un homme dans le couloir (caméo)
- Kimberly Beck : Jessica Jessie Cotton
- Melody Thomas Scott : Marnie jeune

## Analyse du film

### Genèse
En 1964, l'année de la sortie de Pas de printemps pour Marnie, Alfred Hitchcock était l'un des réalisateurs les plus connus aux États-Unis. Le succès de ses derniers films, La Mort aux trousses (North by Northwest), Psychose ou Les Oiseaux (Birds), comme l'impact produit par quelques jeunes cinéastes français de la Nouvelle Vague clamant qu'Hitchcock était un génie, faisaient leur effet. Le réalisateur avait conquis le grand public autant que les cinéphiles.
À sa sortie, Pas de printemps pour Marnie reçut un accueil mitigé. Il fallut attendre quelques années avant que soit reconnue au film sa valeur, construit avec tout le professionnalisme qui caractérise Alfred Hitchcock.

#### Un projet ancien
C'est en 1960, durant un week-end passé à Santa Cruz, qu'Alfred Hitchcock, à la recherche d'un sujet pour un nouveau film, lut le dernier livre paru de l'écrivain Winston Graham, Marnie, dont l'intrigue est inspirée de l'histoire d'une femme kleptomane et frigide qui entreprend une psychanalyse. Ce thriller psychologique ne pouvait que séduire le réalisateur.
Marnie ne fut pourtant pas son film suivant. Hitchcock était alors accaparé par une nouvelle de Daphné du Maurier, dont c’était la cinquième adaptation de cette femme de lettres qu’il admirait, et il se lança dans la réalisation d'un nouveau film, Les Oiseaux,. Le projet Marnie ne fut pas abandonné pour autant. Hitchcock, fasciné par Tippi Hedren, y pensait très régulièrement, et il travailla à son adaptation pendant le tournage des Oiseaux.

#### Choix des interprètes

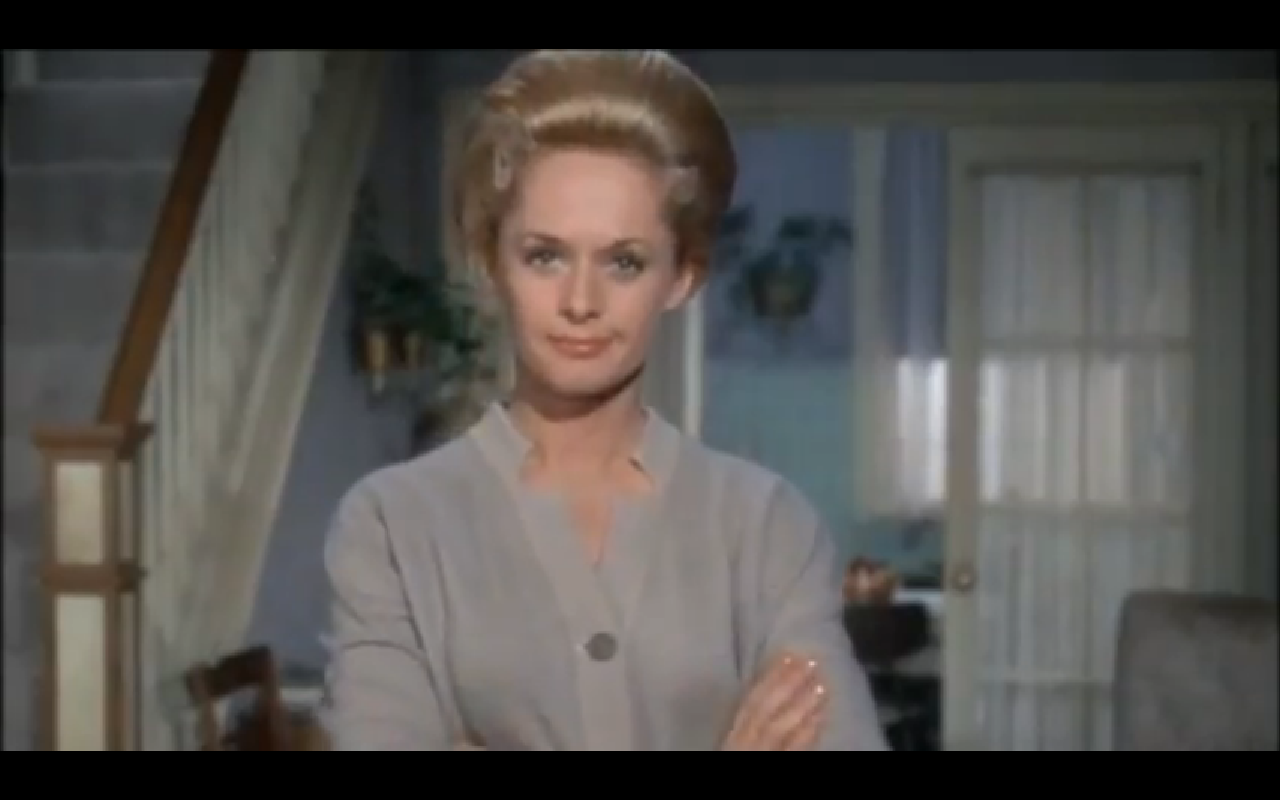
Tippi Hedren, interprète de Marnie Edgar.

Un premier élément s'imposa immédiatement : il proposa le rôle de Marnie Edgar à Tippi Hedren pendant le tournage des Oiseaux. Il avait été conçu pour Grace Kelly. Devenue princesse de Monaco, l'actrice était prête dans un premier temps à accepter, mais finalement repoussa l'offre,. Le réalisateur ne cachait pas son intention d'en faire une « nouvelle Grace Kelly » et elle s'avéra parfaite pour le rôle. Capable de se montrer tour à tour glaciale et sensuelle, Hedren fit une admirable Marnie.
Le choix de Sean Connery pour le rôle de l'aristocrate de Philadelphie, Mark Rutland, était plus osé. Surtout connu pour avoir incarné l'agent secret de Sa Majesté, James Bond, (dont le premier épisode James Bond 007 contre Dr. No datait de 1962), l'Écossais possédait la virilité naturelle pour accentuer la misandrie de Marnie. Mark Rutland est un personnage auquel rien ni personne ne résiste. Son « hobby » : dresser des félins. L’indifférence et la froideur de Marnie à son égard provoquent d’abord son orgueil avant qu’il n’en tombe réellement amoureux.

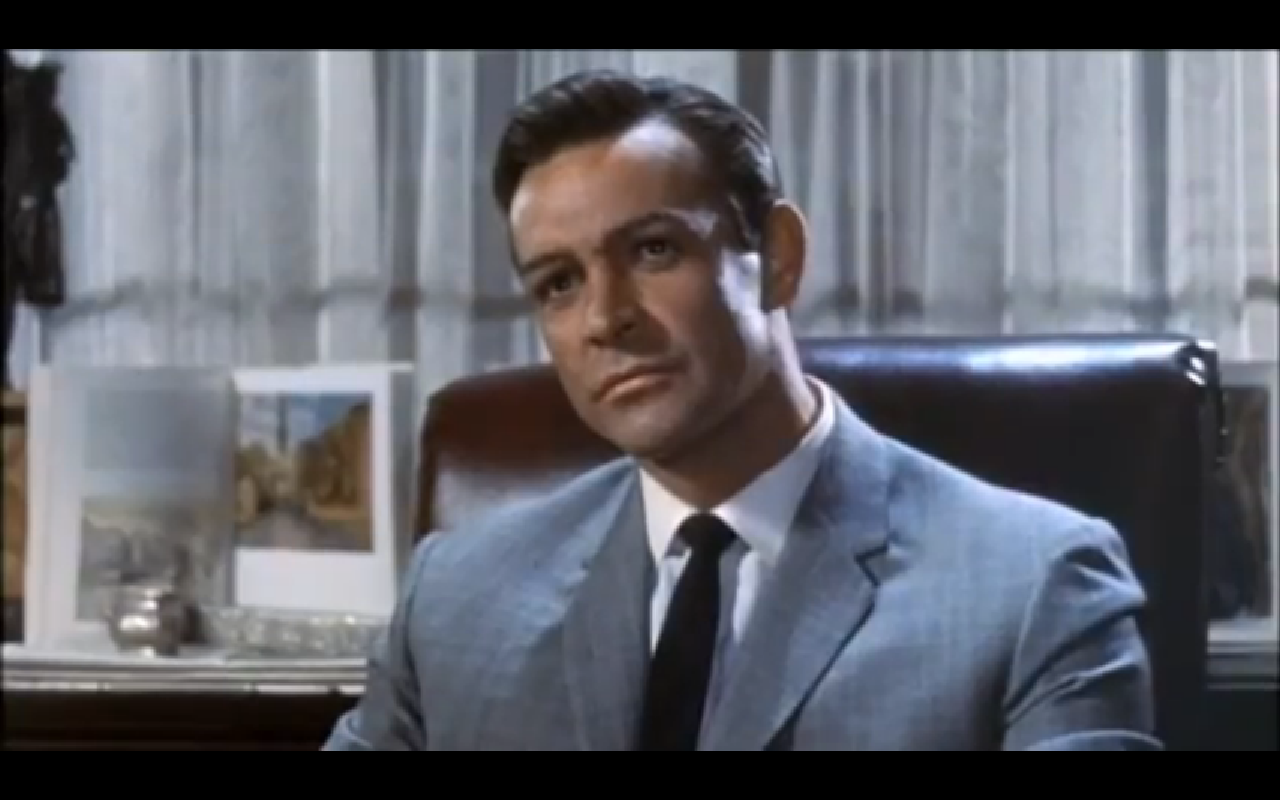
Sean Connery, interprète de Mark Rutland.

Connue pour ses seconds rôles, dont celui de Jenny dans Voyage au centre de la Terre, Diane Baker incarna la brune Lil opposée à la blonde Marnie. Le rôle du père de Mark revint à l'acteur anglais Alan Napier.
Quant à Louise Latham, devenue actrice sur le tard, c'est la scénariste Jay Presson Allen qui la présenta à Hitchcock pour interpréter la mère de Marnie. Il s'agissait de son premier film.

#### Scène du viol
En mars 1962, en plein tournage des Oiseaux, Hitchcock confia à Evan Hunter le soin de travailler sur Marnie. Le scénariste se mit aussitôt au travail, se plongeant notamment dans la lecture d'ouvrages sur l'hystérie féminine. Malgré cette application, des divergences de point de vue entre les deux hommes apparurent. Comme toujours, Hitchcock avait une idée très précise du film qu'il souhaitait réaliser. À ses yeux, le point essentiel résidait dans le lien unissant Marnie et Mark. Hitchcock ne cacha pas ses intentions : « J'aimais surtout l'idée de montrer un amour fétichiste. Un homme veut coucher avec une voleuse parce qu'elle est une voleuse. »[réf. nécessaire]
L'autre point fort du film à ce stade, l'élément qui semble avoir immédiatement retenu l'attention d'Hitchcock, à l'instar de la scène du meurtre sous la douche pour Psychose, est la scène du viol de Marnie par Mark. « C'est le grand moment », dit le réalisateur. L'opposition entre le scénariste et le réalisateur se cristallisa sur ce point. Hitchcock tenait autant à montrer cette scène qu'Hunter se refusait à l'écrire : « Je ne voulais pas lui écrire cette scène, avouera-t-il, et je le lui ai dit. Je pensais qu'elle allait détruire toute sympathie pour l'homme et qu'elle n'avait aucun sens pour l'histoire. » Difficile en effet de faire d'un violeur un héros. Mais Hitchcock fut intraitable et, en avril 1963, il se sépara de son scénariste.[réf. nécessaire]
Pour remplacer Hunter, il fit appel à une scénariste de Broadway inconnue à Hollywood, Jay Presson Allen, qui comprit sa demande. Le choix d'Allen répondait également à un autre impératif : pour saisir en profondeur le caractère de l'héroïne, Hitchcock avait besoin d'une scénariste, et non d'un scénariste. Une femme qui puisse manier toute la subtilité nécessaire à la psychologie de Marnie, point essentiel du scénario.[réf. nécessaire]

### Réalisation

#### «You Freud, me Jane!»

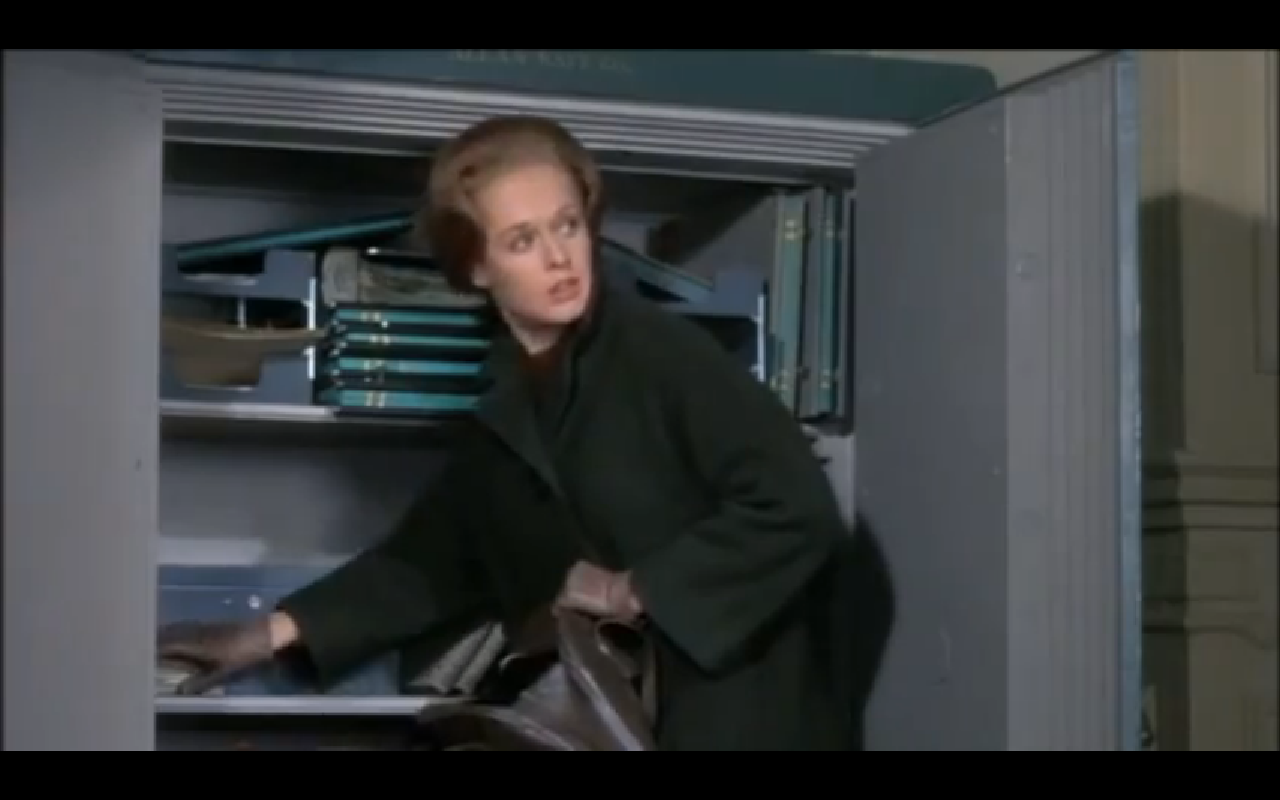
Tippi Hedren dans la scène où Marnie vole l'argent du coffre de Rutland.

De quel point de vue aborder le personnage de Marnie ? Comment faire voir à l'écran ses obsessions et ses phobies ? Ces questions, Hitchcock se les est posées à de nombreuses reprises et il semble avoir envisagé toutes les solutions cinématographiques possibles. Il confiera à François Truffaut :

« Si j'avais, comme dans mon vieux film anglais Meurtre, utilisé le procédé du monologue intérieur, on aurait entendu Sean Connery se dire à lui-même : « Je souhaite qu'elle se dépêche de commettre un nouveau vol afin que je puisse la prendre sur le fait et la posséder enfin. » De cette manière, j'aurais obtenu un double suspense. Nous aurions filmé Marnie du point de vue de Mark et nous aurions montré sa satisfaction lorsqu'il voit la fille commettre son vol. [...] J'ai bien pensé construire l'histoire de cette façon ; j'aurais montré cet homme regardant et même contemplant secrètement un véritable vol. Ensuite, il aurait suivi Marnie la voleuse, l'aurait attrapée en feignant d'avoir retrouvé sa trace et il se serait emparé d'elle en jouant l'homme outragé. »

— Alfred Hitchcock à François Truffaut, Hitchcock/Truffaut
Le cas Marnie se voyait ainsi décuplé par le cas Mark Rutland. L'obsession de cet homme devenait, au même titre que les angoisses de la femme qu'il convoite, un élément majeur dans le déroulement du scénario et la construction du film, au risque de brouiller le déroulement de l'intrigue et de disperser l'attention. La tâche de Jay Presson Allen consista à faire de la psychologie de ces personnages le centre du suspense hitchcockien. L'enquête purement policière fut délaissée au profit des éléments psychologiques. Hitchcock n'en conserva pas moins son fameux sens du rythme, qui culmine notamment dans la scène de l'analyse, après le cauchemar de Marnie. Psychanalyse de bazar, diront certains – mais n'est-ce pas ce que sous-entend Hitchcock lui-même quand il fait dire à Marnie : « You Freud, me Jane ! » en référence à la fameuse réplique de Tarzan, tournant ainsi en dérision les ambitions de psychologue de Mark.

#### Hitchcock à tous les étages

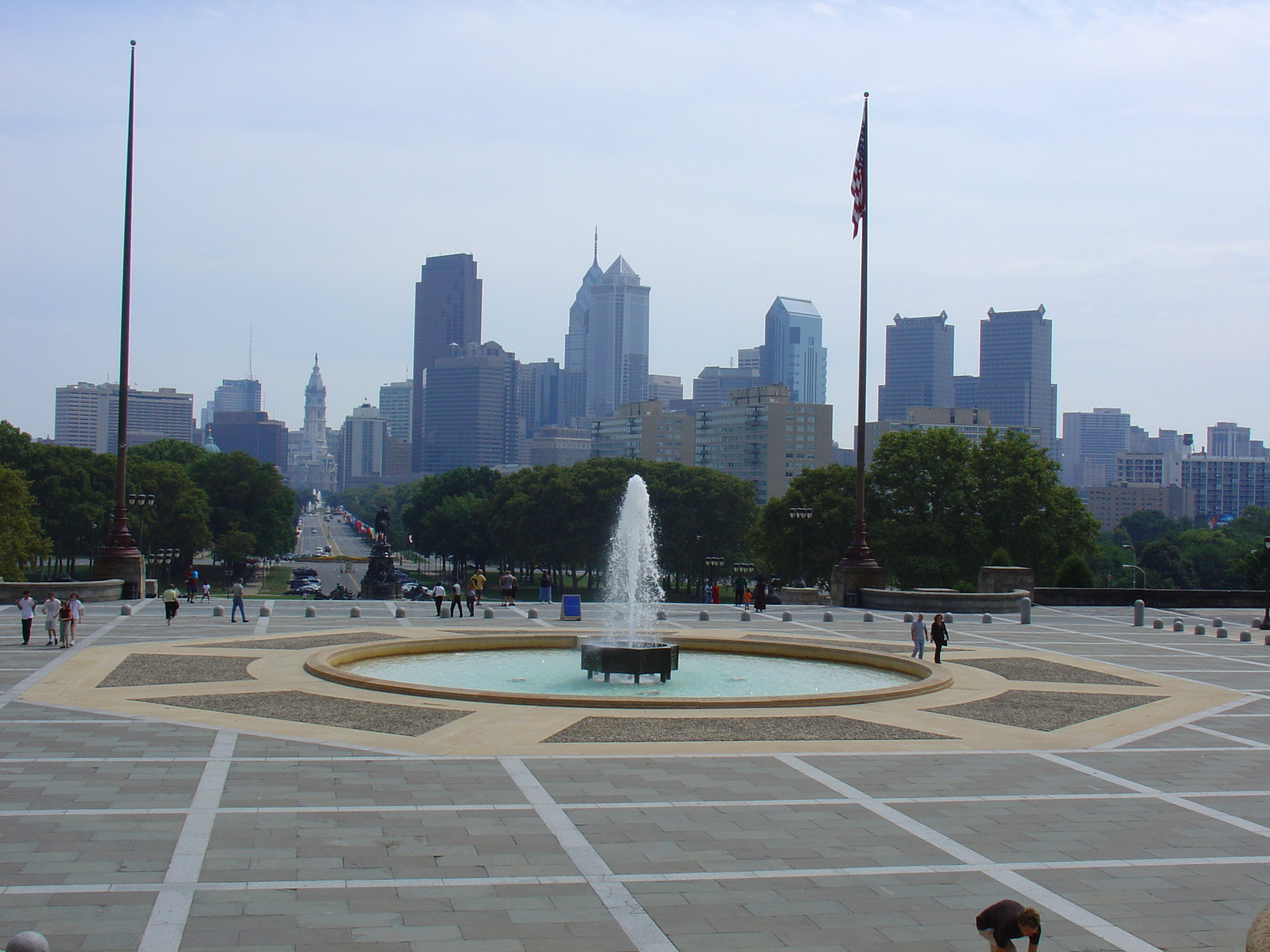
Philadelphie

Le scénario terminé, le tournage put commencer. Trois lieux différents furent nécessaires : Philadelphie, Atlantic City et Virginie, pour les vues extérieures de la chasse à courre. Toutefois, la plupart des prises furent réalisées en studio chez Universal Pictures. Hitchcock n'a jamais caché son peu de goût pour les tournages en extérieur. En studio, il pouvait maîtriser tous les éléments du film, jouer comme il l'entendait sur les décors et la prise de vue sans les contraintes inhérentes à un décor naturel. Comme à l'habitude, rien ne fut laissé au hasard.
Dans ces conditions, Hitchcock put se tenir à l'écart du tournage proprement dit, car tout avait été préparé. Cela ne l'empêchait pas de diriger ses acteurs avec fermeté, demandant par exemple à Louise Lorimer, qui jouait Mrs Strutt lors de la grande réception chez les Rutland, de sourire comme si elle avait de la porcelaine brisée dans la bouche.

#### Thème de Marnie

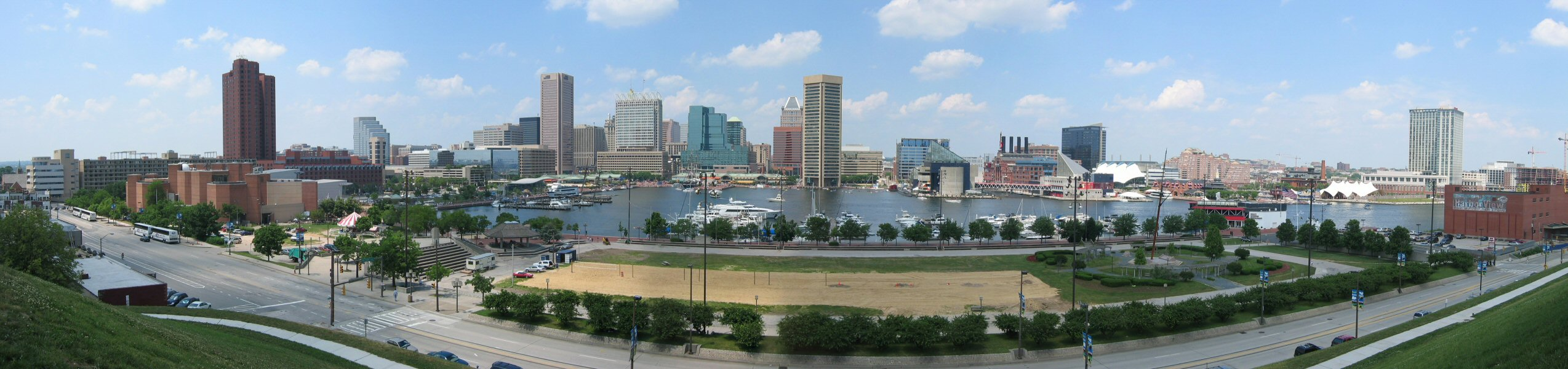
Ville de Baltimore où réside la mère de Marnie.

Marnie n'a aucune maîtrise de ses maux. Elle ignore la cause de ses pulsions de voleuse. Hitchcock utilisa des plans serrés sur le visage de ses personnages, sur leurs regards, afin de faire dire à la caméra ce qu'eux ne pouvaient exprimer. Il joua aussi sur les éléments traumatisants, comme le rouge, pour permettre au spectateur de sentir ce qui se passe dans la tête de Marnie.
Hitchcock se servit d'un autre élément essentiel pour mettre en relief les tourments du personnage : la musique. À nouveau, il la confia à son fidèle collaborateur Bernard Herrmann, ne tenant pas compte de l'avis contraire d'Universal Pictures. Le compositeur signa une musique pour grand orchestre symphonique, avec un thème musical qui épouse merveilleusement les états d'âme de Marnie, ses peurs comme ses espoirs. Autour du thème central, qui revient de manière récurrente comme un leitmotiv, la musique suit l'évolution du personnage. Les crises sont traduites par un motif bref (un glissando brusque à la clarinette, par exemple), suivi d'un retour au calme. Les scènes d'amour sont, elles, traitées sur un mode romantique, avec envolée lyrique de cordes en crescendo. Le tout épouse parfaitement le scénario, notamment dans la scène de la chasse où la musique d'abord enjouée, évoque le plaisir de Marnie, puis devient de plus en plus oppressante au fur et à mesure que son angoisse se développe.

#### Des chevaux et des hommes

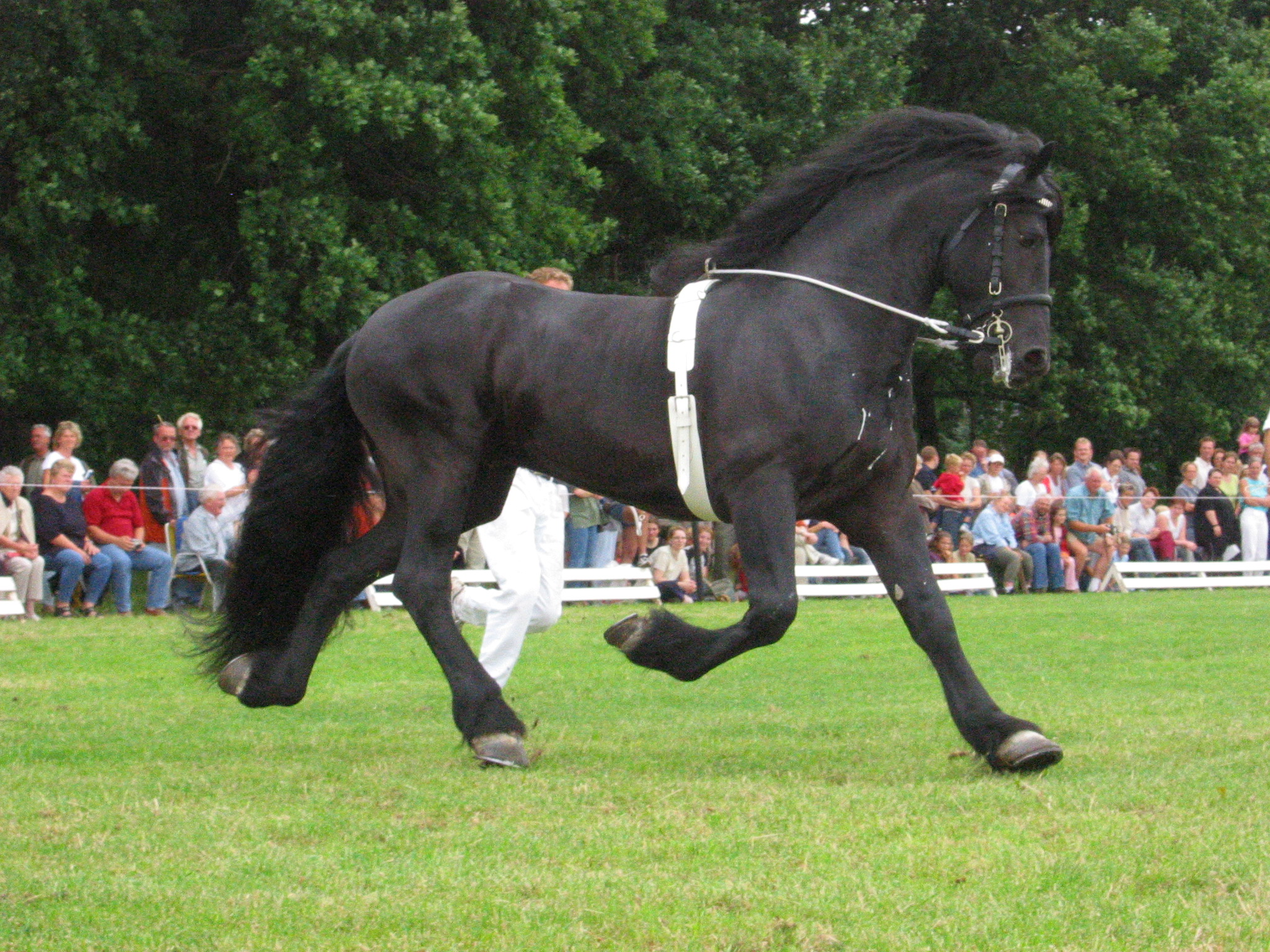
Un cheval de la même race que Forio.

La scène de chasse demandait effectivement, du fait de son importance, des prouesses de la part du compositeur. Cette scène clé du film réunit tous les éléments essentiels et prépare la séquence finale. La chasse symbolise le piège que Mark a tendu à Marnie – qui est elle aussi un animal traqué et pris au piège. Quant à Forio, son cheval, il est son seul bonheur. Le cheval permet à Hitchcock de créer un lien crédible entre cette femme issue de l'Amérique profonde du Sud des États-Unis et la famille aristocratique de Mark. L'animal incarne également l'image du père absent comme l'indique le réalisateur : « Le cheval est l'image du père, elle n'a pas de père et, à la fin, elle doit tuer le cheval blessé. » Ce meurtre du père constitue un élément traumatisant, certes, mais il permettra à Marnie d'évoluer et, bientôt, de revivre la scène du meurtre.
À l'absence du père s'oppose la figure centrale de la mère. Les peurs et les angoisses de Marnie apparaissent, se dévoilent et évoluent à l'occasion des visites qu'elle rend à sa mère. Ses vols ont à l'évidence un lien avec l'étrange relation qu'elle entretient avec elle, relation faite d'un amour démesuré sans cesse repoussé, comme refusé. Ils sont le moyen de fuir le milieu familial, mais aussi, et surtout, de s'élever aux yeux de celle dont Marnie ne cesse de rechercher l'amour – un amour maternel qui ne pourra s'exprimer vraiment qu'après l'explication finale.

#### Alfred Hitchcock et Tippi Hedren
Le tournage de Pas de printemps pour Marnie fut l'un des plus difficiles de toute la carrière d'Hitchcock et à coup sûr le plus traumatisant pour Tippi Hedren. Non seulement le film mais aussi la suite de l'œuvre du cinéaste seront profondément marqués par les évènements. Racontés en détail dans la biographie écrite par Donald Spoto, les différents assauts du cinéaste sur sa star vont instaurer une atmosphère pesante. Hitchcock commence par faire interdire le plateau aux visiteurs et fait porter tous les jours du champagne dans la loge de Tippi Hedren. Puis un jour il raconte à l'actrice l'un de ses rêves :

« Vous étiez dans le salon de ma maison de Santa Cruz, et il y avait une lueur, un arc-en-ciel, autour de vous. Vous êtes venue près de moi et m'avez dit : « Hitch, je vous aime. Je vous aimerai toujours »… Ne comprenez-vous pas (à voix basse) que vous êtes tout ce que j'ai jamais rêvé d'avoir ? S'il n'y avait pas Alma… »

— Donald Spoto, La Vraie Vie d'Alfred Hitchcock.
Hedren repousse ces avances d'un « Mais c'était un rêve Hitch, rien qu'un rêve ». Hitchcock n'en démord pas : il tente de convaincre Universal Pictures que la prestation de l'actrice mériterait de lancer une campagne pour les Oscars, se confie à de plus en plus de personnes, et engage des comparses pour épier l'actrice, essayer de comprendre pourquoi celle-ci le repousse. Pour cerner sa personnalité, il va jusqu'à envoyer à un graphologue un échantillon de sa signature ! Si le cinéma d'Hitchcock a souvent été l'expression des fantasmes du metteur en scène, il semble que pour la première fois, l'art ne suffise plus à contenir ses désirs. Face à cette situation, Hedren, qui doit épouser son agent peu de temps après, a du mal à supporter la pression. L'équipe essaye pourtant de jongler au mieux pour éviter les conflits ouverts… Jusqu'au point de non-retour un après-midi où Hitchcock fait dans la loge de l'actrice des avances sexuelles qu'elle repousse violemment. À partir de ce moment, c'est la haine qui s'empare d'Hitchcock, menaçant Hedren de baisser son salaire, de la ruiner, de briser la carrière qu'il lui avait créée (ce à quoi il arrivera en quelque sorte). L'ambiance est de plus en plus épouvantable. Hitchcock ne s'adresse plus directement à l'actrice (qu'il appelle « cette fille là ») et utilise des intermédiaires. C'est alors que selon certaines sources, Hitchcock se serait totalement désintéressé du film.

#### Effets spéciaux
La scène de la chasse à courre constitue le point d'orgue de l'art d'Hitchcock dans Pas de printemps pour Marnie. Sur une idée de la scénariste, Jay Presson Allen, elle fut tournée en Virginie, d'où était originaire son mari. Pourtant, Tippi Hedren et Diane Baker ne mirent pas les pieds dans cette région. Tous les plans où Lil et Marnie apparaissent furent réalisés en studio. Hitchcock ne cachait pas son goût pour le tournage en studio. Amoureux du trucage et des effets spéciaux, il réduisait au maximum les extérieurs, favorisant au contraire le travail en studio où il pouvait exercer son art en toute liberté, sans les contraintes imposées par un décor naturel se modifiant à chaque instant.
Cette exigence nécessitait une préparation rigoureuse. Le scénarimage de Pas de printemps pour Marnie montre que le réalisateur avait prévu, avant le tournage, chaque séquence avec une grande précision. Quelques prouesses techniques furent également nécessaires. Il fallait intégrer tous les plans où apparaissent Lil et Marnie aux scènes tournées en décor naturel. Les vues de Marnie à la chasse et de son échappée avec Lil lancée à sa poursuite furent tournées en transparence, devant un écran où étaient projetées les prises effectuées en extérieur.
Bien que Tippi Hedren se fût entraînée trois mois durant avant le tournage avec Forio, son cheval, elle passa plus de temps juchée sur un cheval mécanique qu'à galoper. C'est en effet cet instrument qui servit pour les très gros plans de l'héroïne. Bien qu'Hitchcock n'appréciât guère l'aspect peu naturel du cheval mécanique, il se laissa convaincre de la qualité d'un nouveau modèle fourni par les studios Disney.
Les plans larges posaient plus de problèmes. Hitchcock suggéra de mettre le cheval sur un tapis roulant, disponible et, à l'essai, il fallut admettre que l'idée était géniale. Cette méthode allait permettre d'intégrer, sans difficulté et avec un résultat très satisfaisant, des plans de Marnie au galop sur fond de paysage de Virginie. La chute de Marnie, quant à elle, dut être entièrement reconstituée. Elle nécessita notamment une grue pour filmer l'héroïne dans les airs.

#### Fin d'une époque
Pas de printemps pour Marnie marqua la fin d'une époque. Plusieurs des fidèles collaborateurs d'Hitchcock participèrent pour la dernière fois à un de ses films. Le directeur de photographie Robert Burks mourut peu après dans l'incendie de sa maison. Le grand monteur George Tomasini disparut également, victime d'une crise cardiaque. Hitchcock devait bientôt refuser le travail de Bernard Herrmann pour Le Rideau déchiré, mettant fin à une longue collaboration. Le réalisateur dut également se passer de Tippi Hedren, qui refusa toutes nouvelles offres de retravailler avec lui, dont le projet inachevé Mary Rose, qu'avait écrit Jay Presson Allen.

### Grands thèmes

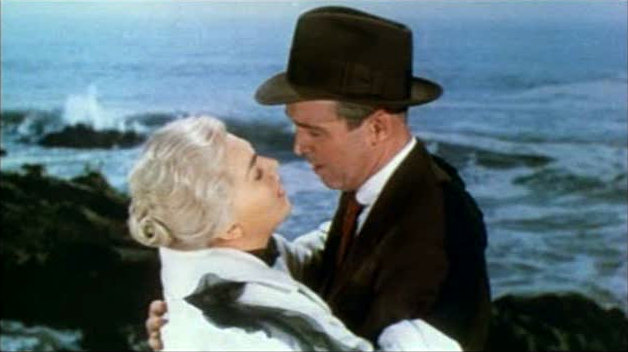
Kim Novak et James Stewart dans Sueurs froides.

Pas de printemps pour Marnie compte incontestablement parmi les films les plus psychanalytiques d'Hitchcock. L'intrigue purement policière cède ici la place à un suspense qui atteint une tout autre complexité : celle de la psychologie de Marnie. Dans ces conditions, les phobies du personnage jouent le rôle de l'énigme à percer. Le thème des angoisses obsessionnelles est récurrent chez Hitchcock. Que ce soit la peur du vide de Scottie Ferguson dans Sueurs froides, les lignes parallèles qui obsèdent John Ballantyne dans La Maison du docteur Edwardes ou les peurs multiples de Marnie (la couleur rouge, l'orage, le contact avec les hommes…), les phobies fournissent l'occasion de multiples rebondissements, tout en alimentant le suspense et en donnant plus de densité au film.
- Lors des crises phobiques de Marnie, la caméra devient subjective et le rouge de ses visions s'installe à l'écran. Le spectateur prend ainsi directement part au traumatisme de Marnie.
- Dans Sueurs froides, la peur du vide de Scottie Ferguson est matérialisée par une spirale tournante ; l'effet visuel provoque chez le spectateur la sensation éprouvée par le personnage.
- Comme dans Marnie, l'intrigue policière de La Maison du docteur Edwardes se double d'une intrigue psychologique. La recherche de l'origine de la phobie devient un élément majeur de l'action.

#### Caméo d'Hitchcock
Dès Les Cheveux d'or (1927), Hitchcock prend l'habitude de faire une apparition dans ses films. Il prétend d'abord économiser ainsi un figurant, mais avouera plus tard s'être inspiré de l'apparition de Charlie Chaplin dans L'Opinion publique. Dans Pas de printemps pour Marnie, Hitchcock apparaît furtivement (au début du fim, 2'50 après la fin du générique) dans un couloir et jette un œil vers la caméra, sortant ainsi du film, comme pour prendre le spectateur à partie au moment où Marnie, encore incognito, passe dans ce même couloir. Il accentue ainsi le mystère pesant sur cette femme.

## Réception du film

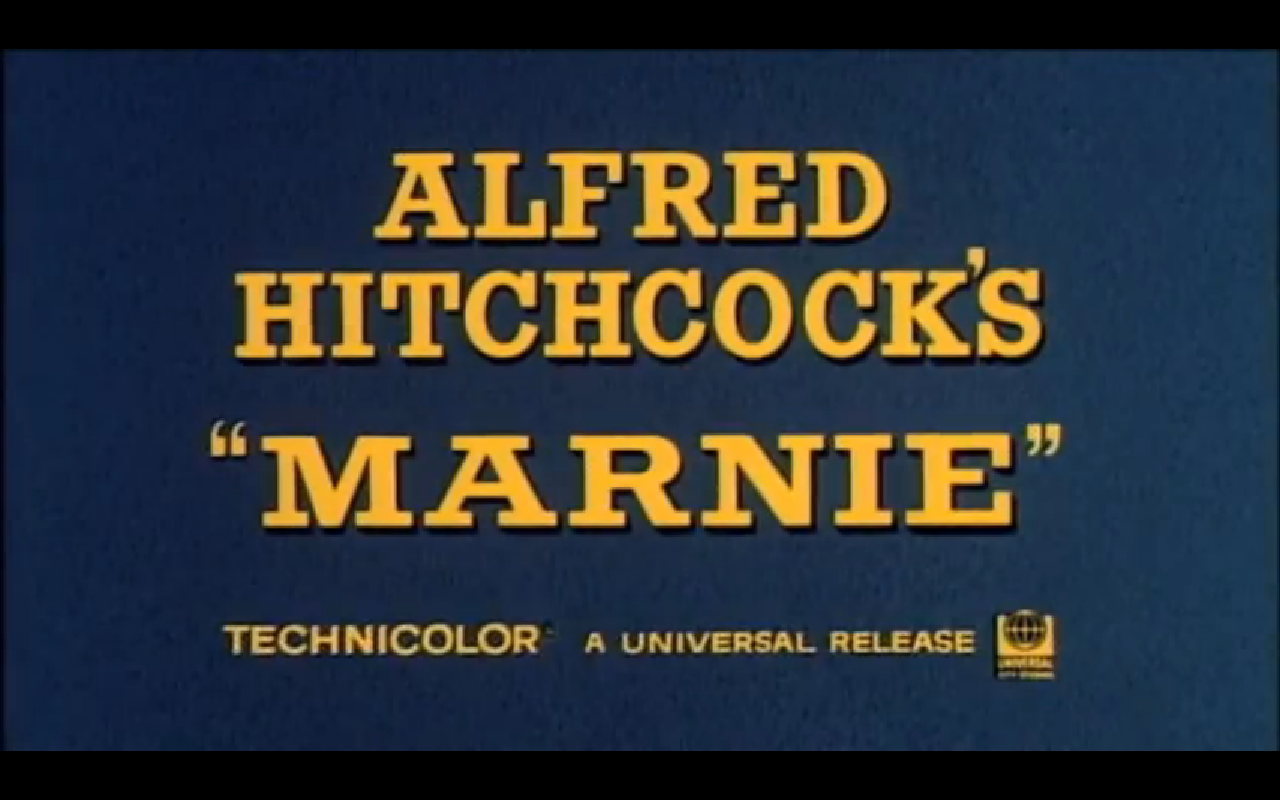
Le film Marnie reçut des critiques essentiellement défavorables lors de sa sortie.

À la sortie de Pas de printemps pour Marnie, Hitchcock essuya des critiques de plusieurs types. On lui reprocha la présence trop évidente d'artifices techniques (transparences trop visibles, décors peu réalistes, comme celui de la rue où vit la mère de Marnie, avec son bateau peint). À ceux qui lui signalaient ces effets irréalistes, Hitchcock répondait toujours : « Non, non, tout me semble fonctionner parfaitement. »
Les commentateurs se sont demandé s'il s'agissait d'une erreur ou d'un choix. En y regardant de près, on ne peut qu'opter pour la deuxième interprétation. La scène de la chasse, par exemple, avec ses transparences qui font apparaître Marnie comme détachée de l'arrière-plan, a parfois été jugée comme un effet visuel déplorable, parce que trop peu réaliste. En fait, l'artifice donne plus de puissance à la scène : en isolant visuellement Marnie, c'est tout l'isolement psychologique du personnage qui est accentué. De même, le bateau qui mouille au bout de la rue acquiert une présence oppressante qu'un navire réel n'aurait jamais pu imposer. Il évoque les marins qui hantent encore les cauchemars de Marnie. Le décor a ici toute sa place et, plutôt que de nuire à la scène, il accentue sa puissance.[Interprétation personnelle ?]
L'utilisation de transparences et de décors extravagants s'explique sans doute par l'influence qu'avait eue sur le jeune Hitchcock l'expressionnisme allemand. Évidente durant toute la période anglaise (voir le repaire des brigands dans La Taverne de la Jamaïque), cette influence reste sensible dans les films américains : ainsi, la demeure de Bates, dans Psychose, aurait pu servir d'abri au docteur Caligari… Sans parler de l'utilisation qu'Hitchcock fait des ombres portées démesurément agrandies à la manière d'un Fritz Lang.

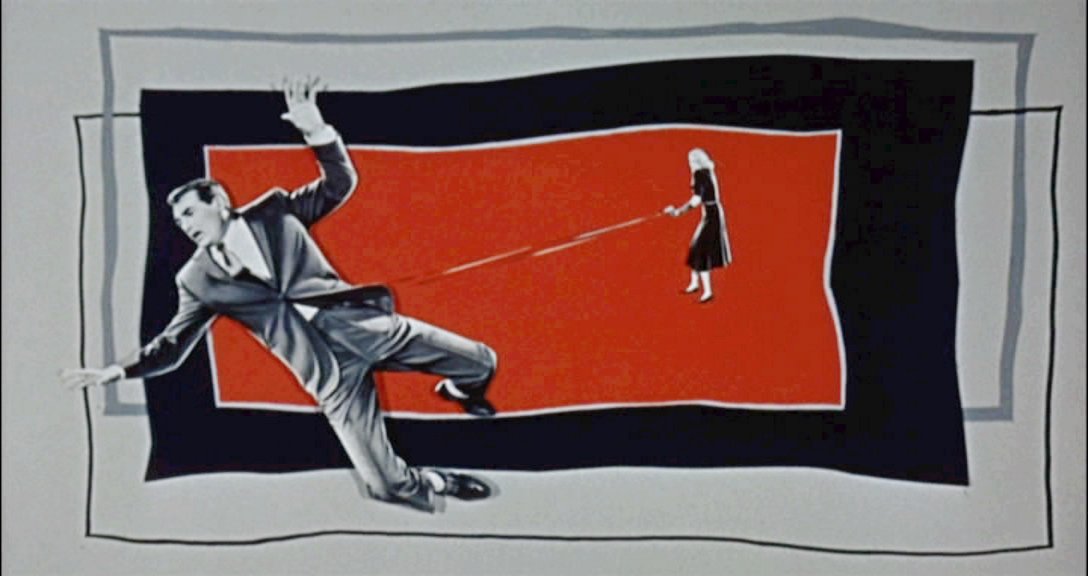
La Mort aux trousses.

La tiédeur des réactions à la sortie du film s'explique sans doute par le fait que le public fut pris de court s'attendant à voir surgir un nouveau Psychose, Fenêtre sur cour ou La Mort aux trousses, et non pas un thriller psychologique. Une fois de plus, Hitchcock réussit à surprendre.
Toutefois, le film connaît un meilleur succès en Europe et plus particulièrement en Angleterre, en raison de la popularité de Sean Connery.
Le précédent film d'Hitchcock, Les Oiseaux avait été un succès avec 11 403 559 $ de recettes au box-office. Le résultat de Marnie déstabilisa totalement Hitchcock. Il rapporta 7 000 000 $ pour un budget de 3 000 000 $.

## Opéra
La première de l’opéra a lieu à l’English National Opera le 18 novembre 2017 avec Sasha Cooke dans le rôle de Marnie puis au Metropolitan Opera de New York le 19 octobre 2018 avec Isabel Leonard dans le rôle titre. L'opéra a été diffusé mondialement, en direct du Met, par satellite le 11 novembre 2018 dans les salles Pathé.